# Cantó de Fismes
El cantó de Fismes és un cantó francès del departament del Marne, situat al districte de Reims. Té 24 municipis i el cap és Fismes.

## Municipis
- Arcis-le-Ponsart
- Baslieux-lès-Fismes
- Bouvancourt
- Breuil
- Châlons-sur-Vesle
- Chenay
- Courlandon
- Courville
- Crugny
- Fismes
- Hermonville
- Hourges
- Jonchery-sur-Vesle
- Magneux
- Montigny-sur-Vesle
- Mont-sur-Courville
- Pévy
- Prouilly
- Romain
- Saint-Gilles
- Trigny
- Unchair
- Vandeuil
- Ventelay

## Història
| Data d'elecció                           | Identitat         | Partit                               | Qualitat |
| ---------------------------------------- | ----------------- | ------------------------------------ | -------- |
| 1945-19..                                | Georges Nouvian   | PCF                                  |          |
| 19..-1976                                | Marc Olivier      | Divers droite                        |          |
| 1976-2001                                | Jean Vinkler      | Divers gauche, després divers droite |          |
| 2001-2002                                | Paul Caffe        | PS                                   |          |
| 2002-2008                                | François Mourra   | UDF                                  |          |
| 2008-                                    | Jean-Pierre Pinon | PS                                   |          |
| les dades anteriors no són pas conegudes |                   |                                      |          |
|                                          |                   |                                      |          |

## Demografia
| A partir de 1990: Població sense dobles comptes |